# Daniel Gildenlöw

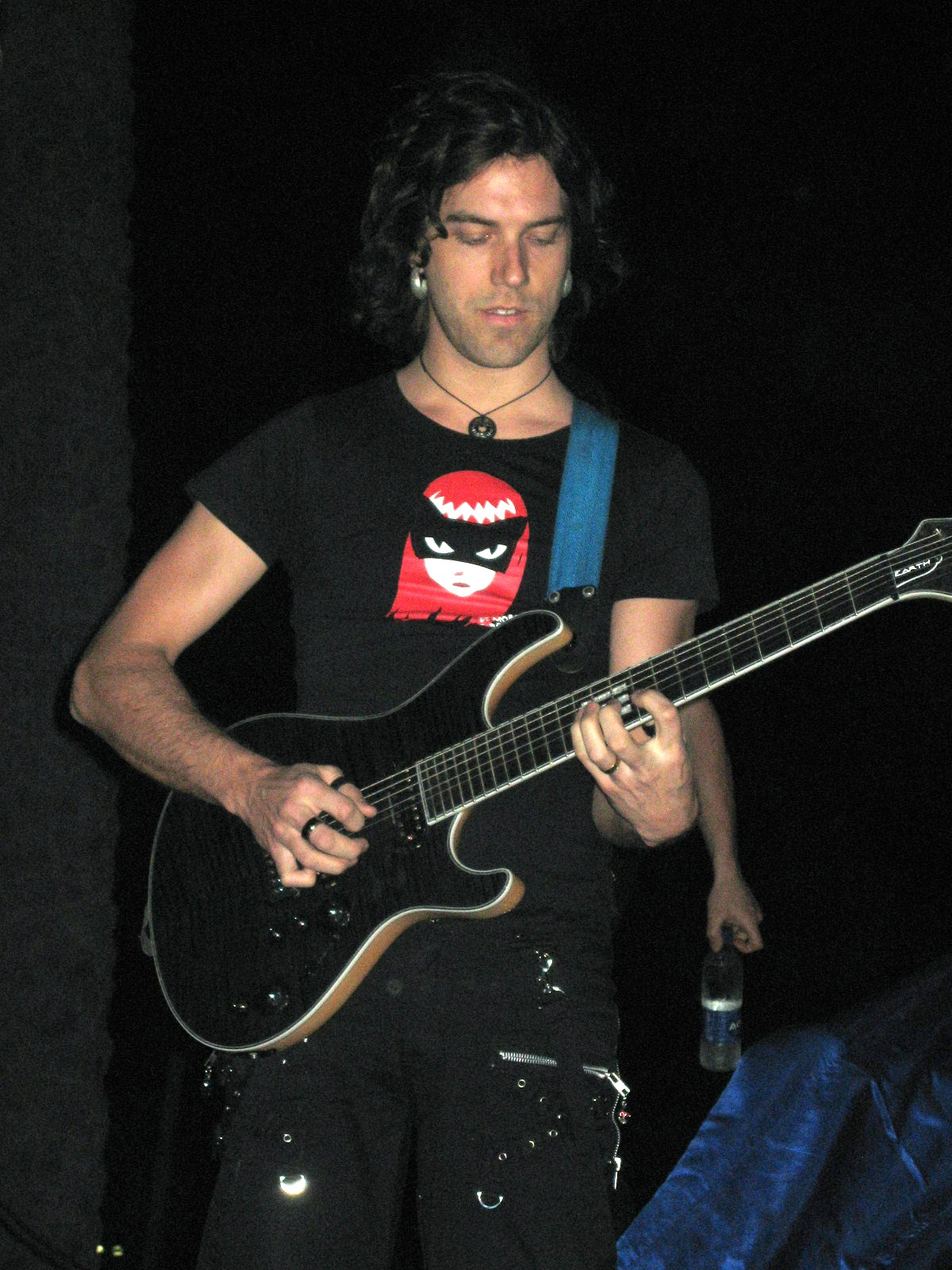
Gildenlöw mit Pain of Salvation

Daniel Gildenlöw (* 5. Juni 1973 in Eskilstuna) ist ein schwedischer Musiker und Songwriter. Er ist der Hauptgründer der schwedischen Progressive-Metal-Band Pain of Salvation, wo er als zweiter Gitarrist und Sänger tätig ist. Bei Pain of Salvation schreibt er einen Großteil der Lieder und hat zu bisher jedem Album der Band das Konzept entwickelt. Des Weiteren produziert und mischt er die Alben in seinem Homestudio selbst und zeichnet auch für das Coverartwork der Alben verantwortlich. Zudem war Gildenlöw zeitweilig Mitglied der Progressive-Rock-Band The Flower Kings, verließ die Band aber schließlich aufgrund persönlicher Angelegenheiten.

## Leben
1984 gründete Daniel Gildenlöw im Alter von nur elf Jahren in seiner Heimatstadt Eskilstuna die Band Reality. Obwohl die Besetzung ständig wechselte, blieb die Band lange Zeit bestehen. Nach ca. sieben Jahren im Jahre 1991 kam Gildenlöw auf die Idee, die Band in Pain of Salvation umzubenennen, da ihm dieser Name mehr lag als Reality.
Im Jahre 1997 brachte Gildenlöw sein erstes Album mit Pain of Salvation heraus, Entropia. 2002 wirkte er zunächst als Gastmusiker auf dem Album "Unfold the Future" der Band The Flower Kings mit. Auch auf den anschließenden Touren verstärkte er diese Band an Gesang, Gitarre, Keyboard und Perkussion, wodurch er sich bald als permanentes Bandmitglied etablieren konnte. Aus privaten Gründen verließ er die Flower Kings allerdings 2005 wieder. 
2008 wirkte er gesanglich auf dem Album "01011001" von Ayreon mit. 2010 unterstützte er die Band Transatlantic (wie bereits auf deren Europa-Tournee 2001) auf deren "Whirld"-Tour. Zuletzt beteiligte er sich an dem Projekt The Sea Within, unter anderem mit Roine Stolt und Marco Minnemann, das 2018 ein gleichnamiges Album herausbrachte.

## Privatleben
Daniel Gildenlöw ist verheiratet mit Johanna Gildenlöw (geb. Iggsten), mit der er drei Söhne hat. Außerdem hat er einen Bruder, Kristoffer Gildenlöw, welcher als Bassist bei Pain of Salvation spielte.

## Diskografie

### Mit Pain of Salvation
- Entropia (1997)
- One Hour by the Concrete Lake (1998)
- The Perfect Element, Part I (2000)
- Remedy Lane (2002)
- 12:5 (2004)
- BE (2004)
- BE (Original Stage Production) (2005) (Live)
- Scarsick (2007)
- Ending Themes: On the Two Deaths of Pain of Salvation (2009) (Live)
- Linoleum (2009) (EP)
- Road Salt One – Ivory (2010)
- Road Salt Two – Ebony (2011)
- Falling Home (2015)
- In the Passing Light of Day (2017)
- Panther (2020)

### Mit The Flower Kings
- Unfold the Future (2002)
- Meet the Flower Kings (2003)
- Adam & Eve (2004)

### Mit Tristema
- Dove Tutto È Possibile (2012)

### Mit The Sea Within
- The Sea Within (2018)